# Jean Accart
Jean-Mary Julien Accart (7. dubna 1912 Fécamp – 19. srpna 1992 La Gaude) byl francouzské letecké eso v době druhé světové války.
Narodil se v dubnu 1912, svou kariéru u ozbrojených sil zahájil ve Francouzském námořnictvu v roce 1932. U něj se dobrovolně přihlásil k námořnímu letectvu, kde se stal nejprve pozorovatelem a později pilotem u Escadrille 3S1.
V roce 1936 přešel k Armée de l'air a stal se posléze velitelem 1. escadrille Groupe de chasse I/5, která později během bitvy o Francii dosáhla 71 sestřelů při vlastní ztrátě, v důsledku činnosti nepřítele, jediného pilota. Osobně se podílel na zničení nejméně 12 bombardérů Luftwaffe. 1. června 1940 byl během stíhání skupiny německých bombardérů raněn jejich palbou, poté co kulka pronikla čelním sklem kokpitu jeho stíhačky Curtiss Hawk 75 a zaryla se mu do lebky. Accartovi se podařilo zachránit na padáku. Velení po něm převzal jeho dosavadní zástupce, Edmond Marin la Meslée.
Během rekonvalescence ze zranění napsal knihu „Chasseur du ciel“ („Lovec na nebi“) v níž rekapituloval své válečné akce. Po zotavení byl přeložen k velitelství Jižní oblasti protivzdušné obrany. Poté působil v Letecké akademii v Salon-de-Provence.
Po propuštění ze služby v listopadu 1942 vycestoval se skupinou studentů do Španělska, odkud se mu podařilo dostat do severní Afriky osvobozené Spojenci. Zde se připojil k leteckým silám Svobodné Francie a bylo mu svěřeno velení Groupe de chasse 2/2 „Berry“ (existující v rámci Royal Air Force pod označením 345. peruť RAF). V říjnu 1944 odcestoval do Spojených států amerických, kde navštěvoval Command and General Staff College ve Fort Leavenworth.
Po návratu byl ještě před koncem války přidělen oddělení plánů a studií při Generálním inspektorátu Francouzských vzdušných sil.
Po povýšení na podplukovníka byl v prosinci 1947 jmenován vedoucím sekretariátu náčelníka štábu Francouzského letectva a poté v březnu 1948 zástupcem ředitele zkušebního leteckého centra v Brétigny.
V červenci 1951 byl jmenován inspektorem stíhacího letectva, a v září 1952 se stal velícím důstojníkem letecké základny č. 112 v Remeši. O čtyři roky později se stal zástupcem podnáčelníka štábu Francouzského letectva (État-Major de l'Armée de l'Air - EMAA). V listopadu 1960 byl jmenován náčelníkem štábu 1. taktického velitelství (1er Commandement aérien tactique - Catac), velitelství Francouzského letectva na území Západního Německa (Forces aériennes françaises en Allemagne - FAFA) a v lednu 1961 byl povýšen do hodnosti général de division aérienne. Do výslužby odešel v březnu 1965 z funkce inspektora letecké zbrojní výroby v hodnosti général de corps aérien.
Zemřel 19. srpna 1992.